# میلوش شستیچ
میلوش شستیچ (سیریلیک صربی: Miloš Šestić؛ زادهٔ ۸ اوت ۱۹۵۶) یک بازیکن فوتبال بازنشسته اهل صربستان است.
از باشگاه‌هایی که در آن بازی کرده‌است می‌توان به المپیاکوس، ستاره سرخ بلگراد، و وویوودینا اشاره کرد، وی همچنین در تیم ملی فوتبال یوگسلاوی بازی کرده است.